# Alençon
Alençon (in normanno Alençoun) è un comune francese di 28 459 abitanti capoluogo del dipartimento dell'Orne nella regione della Normandia, alla confluenza dei fiumi Sarthe e Briante, che scende dalla foresta di Écouves.
Capoluogo del dipartimento di Orne (Francia nord-occidentale) è un noto mercato agricolo. È famosa per il merletto caratterizzato dal tipico "punto d'Alençon".
Alençon è anche conosciuta per aver dato i natali, nel 1873, alla mistica carmelitana Teresa di Lisieux, la cui casa natale è meta di pellegrinaggio.

## Storia
È probabile che la città di Alençon sia sorta nel IV secolo, quando la zona stava per essere cristianizzata. Il nome appare per la prima volta in un documento che data dal secolo VII. Nel corso del X secolo fu uno stato intermedio tra la Normandia a nord e la regione Maine a sud. la città fu occupata dagli inglesi durante le guerre anglo-normanne dal 1113 al 1203. Diventò ducato nel 1285. Rientrò sotto il dominio reale nel 1549, dopo la morte di Margherita d'Angoulême (1492-1549).
L'11 giugno del 1940 l'esercito tedesco invase la città. il 12 agosto del 1944 la città fu la prima del continente ad essere liberata dall'esercito francese, guidato da Philippe de Hauteclocque.
Dalla fine della guerra la città crebbe notevolmente e furono create nuove industrie.

## Monumenti e luoghi d'interesse

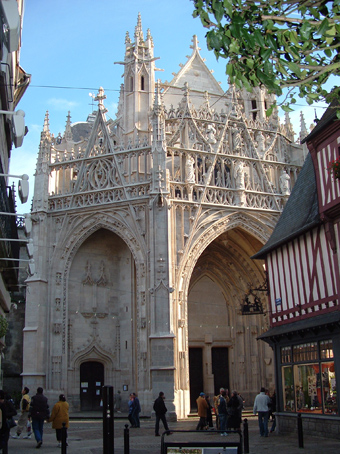
La Basilica di Notre-Dame, XIV-XVI secolo.
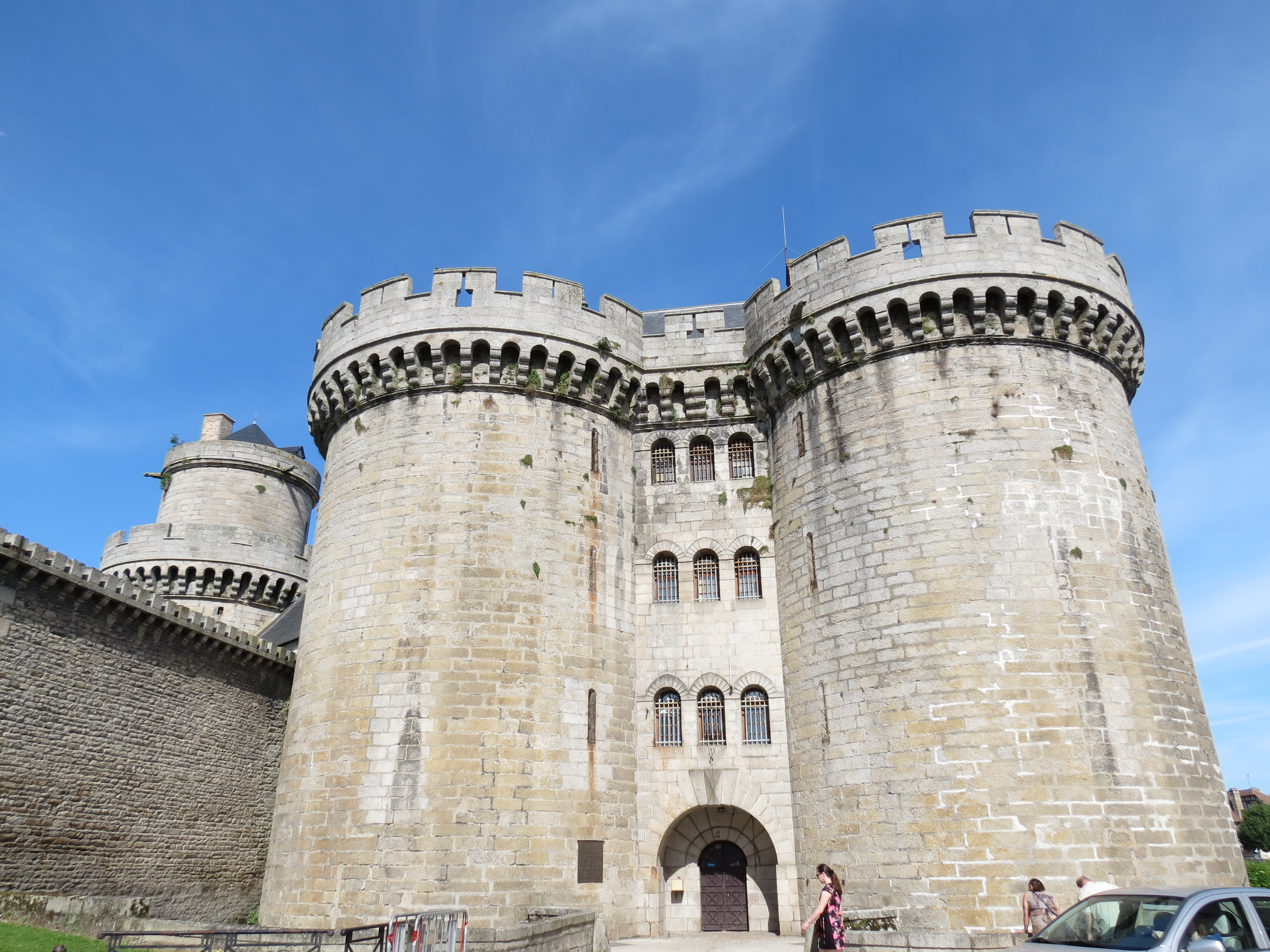
Château des Ducs, 1361-1404.
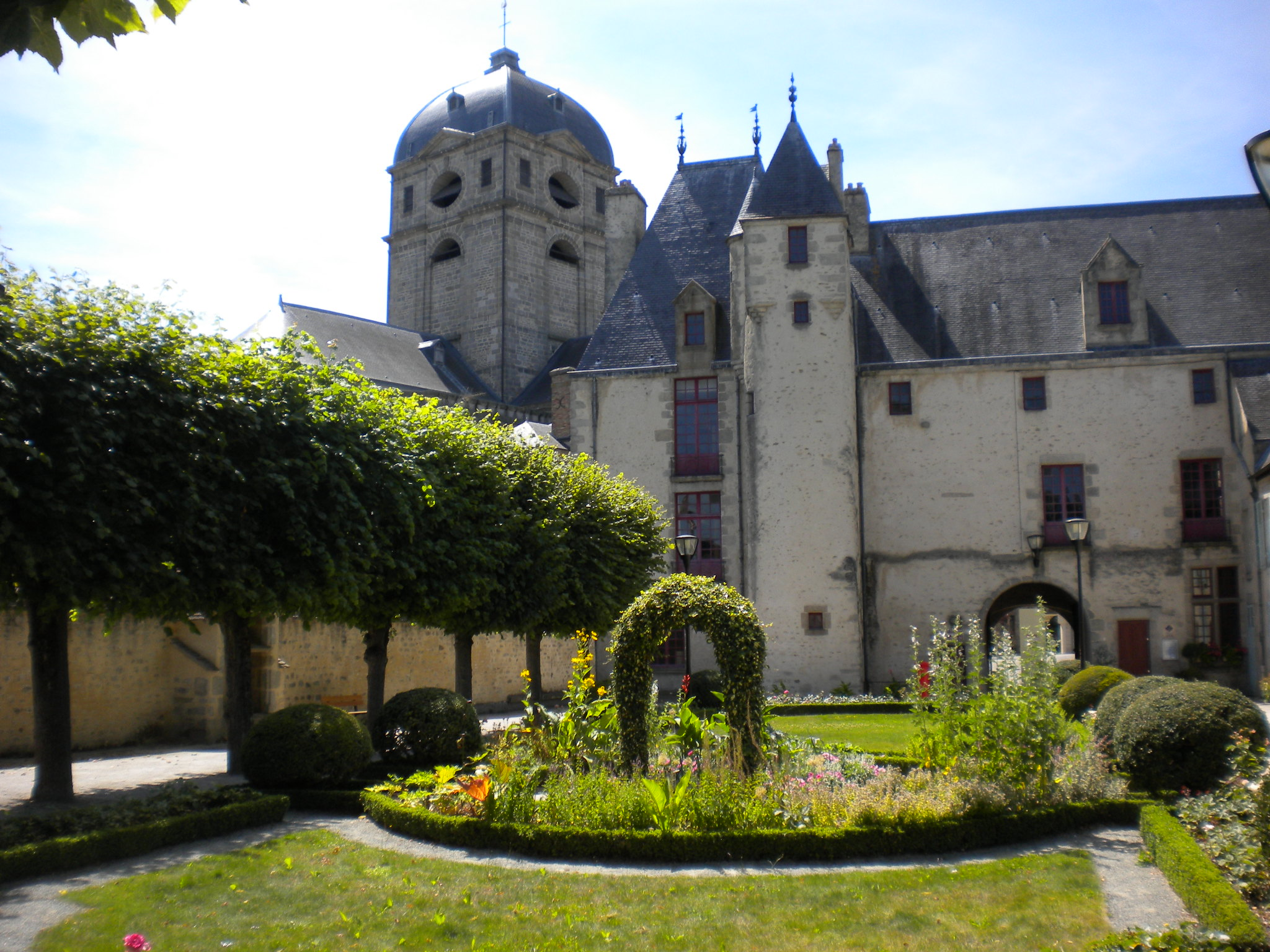
La Maison d'Ozé, XIV secolo.
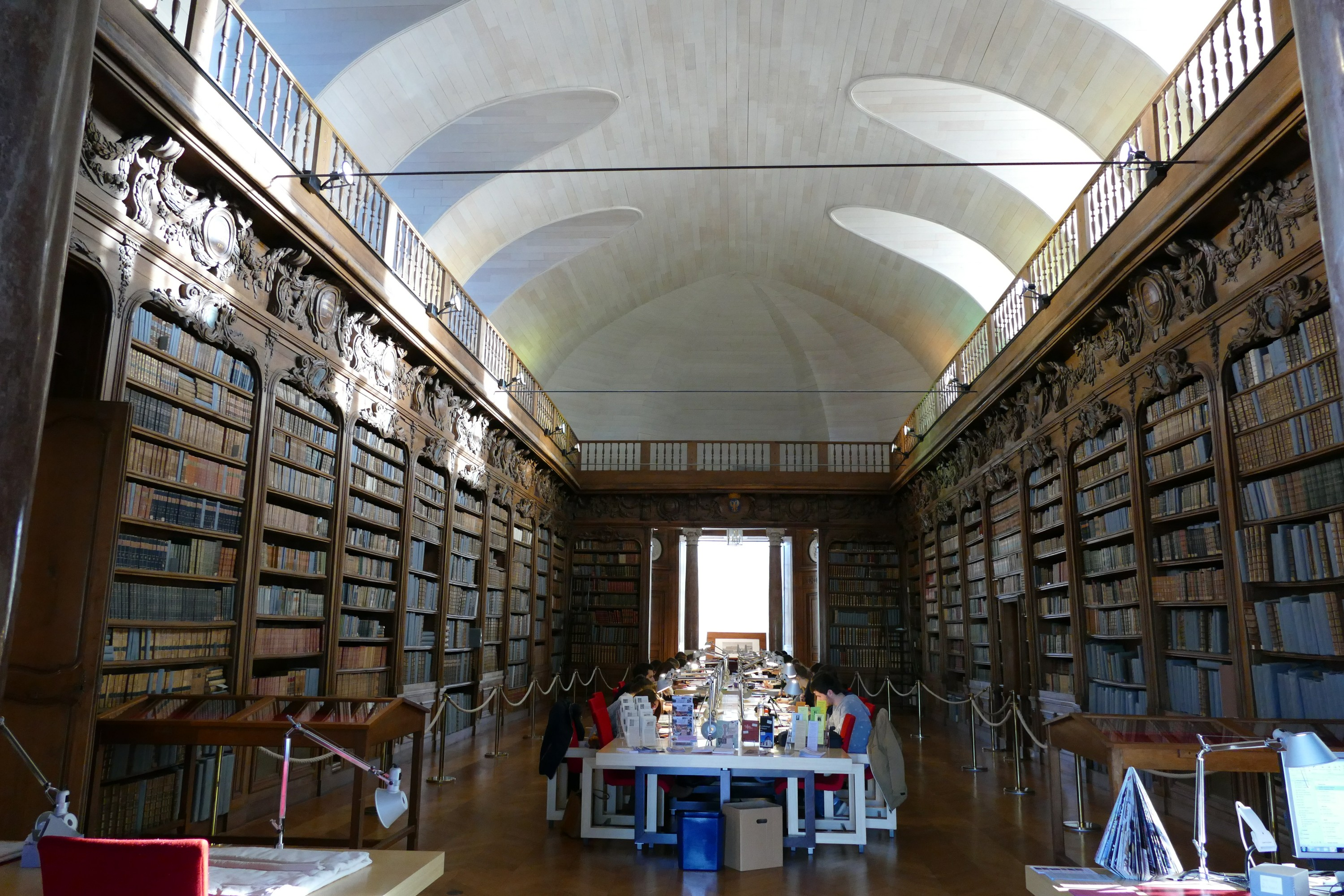
La biblioteca, 1679.
L'Hôtel De Ville, Municipio del 1783-88

## Economia
Nel XV secolo inizia la lavorazione del pizzo, che conoscerà il suo periodo migliore due secoli più tardi.
Già nel XVI secolo è fiorente l'industria della stampa.
La tessitura della tela e del canovaccio di canapa portano nel XVII secolo il benessere.
Nel XIX secolo, Alençon conosce un rinnovamento industriale grazie all'apertura di parecchie fabbriche.

## Infrastrutture e trasporti

### Ferrovie
La stazione ferroviaria principale della città è la Stazione di Alençon.

## Amministrazione

### Gemellaggi
- Basingstoke, dal 1968
- Quakenbrück, dal 1969
- Braine-l'Alleud
- Koutiala

## Società

### Evoluzione demografica
Abitanti censiti

### Edilizia sociale
Il complesso di edilizia sociale Champ Perrier, con i suoi quattro grattacieli, è stato inaugurato nel 1962 e si trova oggi ad affrontare notevoli sfide sociali.